# アプリアーカイブス
『アプリアーカイブス』（英: Appli Archives）は、ハムスターが2014年12月17日から展開していた、フィーチャーフォンのゲームアプリをPlayStation Mobile（PlayStation Vita・PlayStation Vita TV）向けに配信するダウンロード販売によるシリーズである。

## 概要
アプリアーカイブスは、スマートフォンの普及によって遊べる環境が減少したフィーチャーフォン用のゲームアプリをプレイ可能な環境を作ることを目的に開始されたプロジェクトである。
アプリアーカイブスのタイトルには方向キーとボタンで操作できる「ゲームパッドモード」と、番号キーを使用するタイトルに向けたPlayStation Vitaのタッチ操作を利用する「携帯パッドモード」（縦持ち・横持ち）が搭載されていた。また、ローディング画面や通信画面に関しても携帯アプリ配信当時のものが再現されていた。
2014年11月のプロジェクト発表当初は週1本ペースで配信することを目指しており、年間50タイトルの配信を目標としていた。
2015年7月15日をもってPlayStation Mobileのコンテンツ配信が終了したことに伴い、本シリーズのタイトルも配信を終了した。

## タイトルリスト

### 凡例
- このリストは『アプリアーカイブス』公式サイトの配信タイトル一覧に掲載されたものをベースに構成している[7]。

### 参入メーカー
- アイダック
- アルファナッツ[注 2]
- エクストリーム
- G-MODE
- ジャレコ（CLARICE GAMES）
- チームライズ（TEAM RISE）
- ニコリ
- 日本一ソフトウェア
- ボーシム研[注 3]

### 配信タイトル
| 配信日         | タイトル名                    | 当時のブランド     | 備考 |
| -------------- | ----------------------------- | ------------------ | --- |
| 2014年12月17日 | スリザーリンク                | ニコリ             | |
| 2014年12月17日 | シティコネクション            | ジャレコ           | - 『シティコネクションDX』と『シティコネクションロケット』を収録                                                    |
| 2014年12月17日 | デュオローグ                  | 日本一ソフトウェア | |
| 2014年12月24日 | モモコ1200%                   | ジャレコ           | |
| 2015年1月14日  | 脱出ゲーム 第一集             | アイダック         | - アイダックの『脱出ゲーム』シリーズから4タイトルを収録                                                             |
| 2015年1月14日  | ミニゲームパック1             | 日本一ソフトウェア | - 日本一ソフトウェアが配信したミニゲームを3本収録                                                                   |
| 2015年1月21日  | 脱出ゲーム 第二集             | アイダック         | - アイダックの『脱出ゲーム』シリーズから4タイトルを収録                                                             |
| 2015年1月28日  | アーガス&フィールドコンバット | ジャレコ           | - 『アーガス』『ぶたさん』『エクセリオンDX』『フィールドコンバットDX』を収録                                        |
| 2015年2月4日   | クロスワード                  | ニコリ             | |
| 2015年2月10日  | 脱出ゲーム 第三集             | アイダック         | - アイダックの『脱出ゲーム』シリーズから4タイトルを収録                                                             |
| 2015年2月18日  | ラストアイランド              | チームライズ       | |
| 2015年2月25日  | 脱出ゲーム 第四集             | アイダック         | - アイダックの『脱出ゲーム』シリーズから4タイトルを収録                                                             |
| 2015年3月4日   | ぱいろんモバイル              | エクストリーム     | - アリス編、衣音編、奈緒編、せりか編を収録                                                                          |
| 2015年3月11日  | バーガータイム                | G-MODE             | - 『バーガータイム』『プッチンパズル』『スノボーマン』を収録                                                        |
| 2015年3月18日  | ぱいろんモバイル2             | エクストリーム     | - ハリケーン・シイナ編、白白先生編、美緒編、ロザリー編を収録                                                        |
| 2015年3月25日  | ぱいろんモバイル3             | エクストリーム     | - 玖月編、ミミロ編、ひなの編、蘭子編を収録                                                                          |
| 2015年4月1日   | 脱出ゲーム 第五集             | アイダック         | - アイダックの『脱出ゲーム』シリーズから4タイトルを収録                                                             |
| 2015年4月8日   | Deserter's2DX                 | アルファナッツ     | |
| 2015年4月15日  | フォーメーションZ＆燃えプロ   | ジャレコ           | - 『フォーメーションZ』『燃えろ！！完全試合』『燃えろ！！バントホームラン』『ジャレコリバーシ バイオ戦士DAN』を収録 |
| 2015年4月22日  | ぱいろんモバイル4             | エクストリーム     | - 虎華編、ルナ編、茜・限定編、ルナ・衣替え編を収録                                                                  |
| 2015年4月22日  | 空手魂                        | G-MODE             | - 『空手魂』『おっちょ』『天使のソリティアDX』を収録                                                                |
| 2015年4月28日  | 脱出ゲーム 第六集             | アイダック         | - アイダックの『脱出ゲーム』シリーズから4タイトルを収録                                                             |
| 2015年4月28日  | メリディア航海史              | チームライズ       | |
| 2015年4月28日  | クロスワード2                 | ニコリ             | |
| 2015年4月28日  | たくすくFRESH!                | アルファナッツ     | |
| 2015年4月28日  | ミニゲームパック2             | 日本一ソフトウェア | - 日本一ソフトウェアが配信したミニゲームを3本収録                                                                   |
| 2015年5月13日  | CrimsonBlue                   | アルファナッツ     | |
| 2015年5月13日  | ぱいろんモバイル5             | エクストリーム     | - アンジェリーク編、姫花編、アヤノ編、夏弥編を収録                                                                  |
| 2015年5月13日  | メリディア航海史2             | チームライズ       | |
| 2015年5月13日  | みんなの野望Neo               | ボーシム研         | |
| 2015年5月13日  | スリザーリンク2               | ニコリ             | |
| 2015年5月20日  | 脱出ゲーム 第七集             | アイダック         | - アイダックの『脱出ゲーム』シリーズから4タイトルを収録                                                             |
| 2015年5月20日  | クロスワード3                 | ニコリ             | |
| 2015年5月20日  | スリザーリンク3               | ニコリ             | |
| 2015年5月20日  | ジパニア航海史                | チームライズ       | |
| 2015年5月27日  | ぱいろんモバイル6             | エクストリーム     | - 桔梗編、敷編、鹿深みかづき編、刹那編を収録                                                                        |
| 2015年5月27日  | スリザーリンク4               | ニコリ             | |
| 2015年5月27日  | 新説シェルタリング・クライ    | チームライズ       | |
| 2015年5月27日  | HumanFly                      | チームライズ       | - 『HumanFly 魁』『HumanFly2』『CIA 狙撃捜査官DX』を収録                                                            |
| 2015年6月3日   | 脱出ゲーム 第八集             | アイダック         | - アイダックの『脱出ゲーム』シリーズから4タイトルを収録                                                             |
| 2015年6月3日   | シェルタリング・クライ2 外伝  | チームライズ       | |
| 2015年6月3日   | スリザーリンク5               | ニコリ             | |
| 2015年6月3日   | ミニゲームパック              | ポーシム研         | - 『ナイスランディング』『ドボン2』『ケイドロダッシュ！』『スーパードウベエ』を収録                                 |
| 2015年6月10日  | ぱいろんモバイル7             | エクストリーム     | - ルミナ編、アキュラ・限定編、シトロン編、ルビー編を収録                                                            |
| 2015年6月10日  | スリザーリンク6               | ニコリ             | |
| 2015年6月10日  | 新説シェルタリング・クライ2   | チームライズ       | |
| 2015年6月10日  | ポケット☆キャッチャー         | チームライズ       | - 『ポケット☆キャッチャー』『ポケット☆キャッチャーplus』『ピケのノリノリ★ボート』を収録                             |
| 2015年6月17日  | スリザーリンク7               | ニコリ             | |
| 2015年6月17日  | リトルクイーン物語            | チームライズ       | |
| 2015年6月24日  | スリザーリンク8               | ニコリ             | |
| 2015年6月24日  | シェルタリング・クライ3       | チームライズ       | |

### 未配信タイトル
| タイトル名          | 当時のブランド     | 備考                                                   |
| ------------------- | ------------------ | ------------------------------------------------------ |
| マール王国の人形姫i | 日本一ソフトウェア | - プロジェクト発表時の配信予定タイトルに含まれていた。 |
| リトルプリンセスi   | 日本一ソフトウェア | - プロジェクト発表時の配信予定タイトルに含まれていた。 |